# La Mort de Sire de Framboisy
Pour plus de détails, voir Fiche technique et Distribution.

La Mort de Sire de Framboisy est un film muet français réalisé par Louis Feuillade, sorti en 1909.

## Distribution
- Renée Carl
- Maurice Vinot